# Arcidiocesi di Colombo
L'arcidiocesi di Colombo (in latino Archidioecesis Columbensis in Taprobane) è una sede metropolitana della Chiesa cattolica in Sri Lanka. Nel 2021 contava 693.035 battezzati su 6.165.000 abitanti. È retta dall'arcivescovo cardinale Albert Malcolm Ranjith Patabendige Don.

## Territorio
L'arcidiocesi comprende i distretti di Colombo, Gampaha e Kalutara, nella Provincia Occidentale dello Sri Lanka; essa ha giurisdizione anche sui cattolici che si trovano nelle isole Maldive.
Sede arcivescovile è la città di Colombo, dove si trova la cattedrale di Santa Lucia.
Il territorio è suddiviso in 137 parrocchie.

## Storia
Il vicariato apostolico di Ceylon fu eretto il 3 dicembre 1834 con il breve Ex munere di papa Gregorio XVI, ricavandone il territorio dalla diocesi di Cochin.
Il 17 febbraio 1845 cedette una porzione del suo territorio a vantaggio dell'erezione del vicariato apostolico di Jaffna (oggi diocesi) e nel contempo assunse il nome di vicariato apostolico di Colombo.
Il 20 aprile 1883 cedette un'altra porzione di territorio a vantaggio dell'erezione del vicariato apostolico di Kandy (oggi diocesi).
Il 1º settembre 1886 il vicariato apostolico fu elevato al rango di arcidiocesi con la bolla Humanae salutis di papa Leone XIII. Il 7 giugno dell'anno successivo, con il breve Post initam, fu istituita la provincia ecclesiastica di Colombo, che comprendeva come suffraganee le diocesi di Jaffna e di Kandy.
Il 25 agosto 1893 cedette ancora una porzione di territorio a vantaggio dell'erezione della diocesi di Galle, ma contestualmente acquisì parte del territorio della diocesi di Jaffna.
Il 5 gennaio 1939 cedette ancora una porzione di territorio a vantaggio dell'erezione della diocesi di Chilaw.
Dal 6 dicembre 1944 al 22 maggio 1972 ebbe il nome di arcidiocesi di Colombo in Ceylon.
Il 28 giugno 1954, con la lettera apostolica Insignis est, papa Pio XII ha proclamato la Beata Maria Vergine Assunta in Cielo patrona dell'arcidiocesi, e Santa Lucia, vergine e martire, patrona della città episcopale.
Gli Annali della Congregazione per l'evangelizzazione dei popoli menzionano che nel 1836, dopo la nomina di Clément Bonnand come vicario apostolico di Pondicherry, egli fu autorizzato dalla Santa Sede ad inviare missionari alle isole Maldive, dove mai la fede cristiana era arrivata. Ma fin dal 1886 la competenza territoriale sulle Maldive fu compito della arcidiocesi di Colombo. Ad oggi la costituzione delle Maldive non consente i diritti di cittadinanza a coloro che non sono musulmani, e coloro che sono trovati in possesso di materiale religioso non islamico possono essere soggetti ad arresto.

## Cronotassi dei vescovi
Si omettono i periodi di sede vacante non superiori ai 2 anni o non storicamente accertati.
- Francisco Xavier, C.O. † (3 dicembre 1834, ma 11 gennaio 1834 deceduto) (vescovo eletto postumo)

- Vicente do Rosayro, C.O. † (23 dicembre 1836 - 29 aprile 1842 deceduto)
- Gaetano Antonio Mulsuce, C.O. † (24 maggio 1843 - 25 gennaio 1857 deceduto)
- Giuseppe Maria Bravi, O.S.B.Silv. † (25 gennaio 1857 succeduto - 15 agosto 1860 deceduto)
  - Sede vacante (1860-1863)
- Ilarione Sillani, O.S.B.Silv. † (22 settembre 1863 - 27 marzo 1879 deceduto)
- Clemente Pagnani, O.S.B.Silv. † (11 novembre 1879 - 20 aprile 1883 nominato vicario apostolico di Kandy)
- Christophe-Ernest Bonjean, O.M.I. † (20 aprile 1883 - 3 agosto 1892 deceduto)
- André-Théophile Mélizan, O.M.I. † (5 marzo 1893 - 27 giugno 1905 deceduto)
- Antoine Coudert, O.M.I. † (27 giugno 1905 succeduto - 31 marzo 1929 deceduto)
- Pierre-Guillaume Marque, O.M.I. † (16 dicembre 1929 - 4 giugno 1937 deceduto)
- Jean-Marie Masson, O.M.I. † (13 giugno 1938 - 28 luglio 1947 deceduto)
- Thomas Benjamin Cooray, O.M.I. † (26 luglio 1947 succeduto - 2 settembre 1976 ritirato)
- Nicholas Marcus Fernando † (21 marzo 1977 - 6 luglio 2002 dimesso)
- Oswald Thomas Colman Gomis † (6 luglio 2002 - 16 giugno 2009 ritirato)
- Albert Malcolm Ranjith Patabendige Don, dal 16 giugno 2009

## Statistiche
L'arcidiocesi nel 2021 su una popolazione di 6.165.000 persone contava 693.035 battezzati, corrispondenti all'11,2% del totale.
| anno | popolazione | popolazione | popolazione | presbiteri | presbiteri | presbiteri | presbiteri                | diaconi | religiosi | religiosi | parrocchie |
| anno | battezzati  | totale      | %           | numero     | secolari   | regolari   | battezzati per presbitero | diaconi | uomini    | donne     | parrocchie |
| ---- | ----------- | ----------- | ----------- | ---------- | ---------- | ---------- | ------------------------- | ------- | --------- | --------- | ---------- |
| 1950 | 291.210     | 1.876.904   | 15,5        | 166        | 38         | 128        | 1.754                     |         | 130       | 933       | 70         |
| 1969 | 395.610     | 2.840.110   | 13,9        | 220        | 102        | 118        | 1.798                     |         | 307       | 1.101     | 82         |
| 1980 | 491.303     | 3.696.000   | 13,3        | 182        | 109        | 73         | 2.699                     | 3       | 273       | 1.133     | 93         |
| 1990 | 553.610     | 4.320.000   | 12,8        | 265        | 156        | 109        | 2.089                     |         | 240       | 1.099     | 105        |
| 1999 | 547.565     | 4.605.527   | 11,9        | 344        | 205        | 139        | 1.591                     | 1       | 288       | 1.020     | 120        |
| 2000 | 557.387     | 4.615.349   | 12,1        | 351        | 210        | 141        | 1.587                     | 1       | 284       | 1.035     | 123        |
| 2001 | 567.833     | 5.027.268   | 11,3        | 347        | 209        | 138        | 1.636                     |         | 345       | 1.013     | 123        |
| 2002 | 629.173     | 5.361.042   | 11,7        | 372        | 234        | 138        | 1.691                     |         | 335       | 939       | 123        |
| 2003 | 629.173     | 5.455.679   | 11,5        | 372        | 237        | 135        | 1.691                     |         | 213       | 1.051     | 123        |
| 2004 | 648.184     | 5.522.956   | 11,7        | 401        | 248        | 153        | 1.616                     |         | 248       | 1.104     | 123        |
| 2006 | 700.000     | 5.692.004   | 12,3        | 523        | 255        | 268        | 1.338                     |         | 382       | 1.161     | 123        |
| 2013 | 667.335     | 7.226.274   | 9,2         | 577        | 298        | 279        | 1.156                     |         | 380       | 1.400     | 127        |
| 2016 | 672.149     | 6.134.642   | 11,0        | 490        | 341        | 149        | 1.371                     |         | 245       | 1.248     | 130        |
| 2019 | 697.000     | 6.300.000   | 11,1        | 541        | 352        | 189        | 1.288                     |         | 302       | 751       | 132        |
| 2021 | 693.035     | 6.165.000   | 11,2        | 516        | 373        | 143        | 1.343                     |         | 264       | 1.011     | 137        |